# Её
«её» — київський гурт з трьох учасників (вокал, барабани, бас), який створює експериментальну інді-поп музику. Тексти пісень висвітлюють різноманітні аспекти соціальної адаптації особистості, зокрема чимало пісень присвячено ролі чоловіків і жінок у житті одне одного, міжособистісним стосункам. Пісні виконуються українською, російською та англійською мовами.

## Склад гурту
- Катя Офліян (вокал);
- Ігор Бірюченко (ударні, саунд-продюсування);
- Захар Борисенко (бас).

## Створення гурту
Гурту «её» передував харківський колектив «deliKate», до складу якого входили також Катя Офліян і Ігор Бірюченко. «deliKate» було засновано у 2009 році, гурт мав кілька популярних пісень, серед того «Меланхолия», «Марина» та інші, проте 18 січня 2016 року гурт офіційно оголосив про свій розпад.
«Друзі, усе правильно, ми пропали, ми зникли, ми щезли. Ваші здивування цілком справедливі. Єдине наше виправдання у тому, що група deliKate з травня місяця [2015 року] переживала внутрішню революцію. Подробиць і нюансів у цій справі багато, але зараз це вже не так і важливо й так далеко, що і обговорювати нудно».
Того ж дня — 18 січня 2016 року — Катя Офліян оголосила про започаткування нового проекту:
«Я б зосередилася на остаточному результаті — групи deliKate більше немає. Тепер є новий музичний проект «её»  — це дві людини (Катя Офліян та Ігор Бірюченко), голови яких повернені в один бік».
Про причину розпаду пізніше Катя і Ігор розповіли «Громадському»:
«Нам стало тісно, ми виросли і нам захотілося іншого формату, іншого простору, іншого часу і всього. Тому ми вирішили створювати новий простір, де нам не тісно».
Концепція нового гурту сформувалася довкола бажання розповісти історії людей, які народились у пострадянській Україні. Згодом тематика була розширена до міжособистісного спілкування, стосунків чоловіків і жінок, старшого і молодшого покоління, пристосування людини до вороже налаштованого соціуму. Соціальне начало в текстах має особливу гостроту завдяки оригінальній подачі матеріалу та незвичайним рішенням римування та музичного аранжування.

## Концертна діяльність
5 березня відбувся перший живий концерт гурту в клубі «Atlas» на події, присвяченій Дню народження радіо «Аристократи». У червні 2016 року гурт «её» виступив на студентському фестивалі «NPU-SUMMER FEST», у липні 2016 року став гостем на харківському фестивалі «Импульс-фест». І уже у вересні того самого року презентував свою програму на фестивалі прогресивної альтернативної музики «Республіка» в Кам’янець-Подільському.
4 листопада 2016 року відбувся успішний перший сольний концерт «её» у столичному концерт-холлі «Atlas». Із тих пір гурт був ще більшої популярності серед шанувальників української музики.
2017 рік виявився для «её» ще більш плідним: гурт заграв на розігріві Ray BLK (переможниця BBC Sound of 2017), пройшов до півфіналу відбору на музичний фестиваль «Sziget 2017» і виступив на платформі «Istok Stage» в рамках фестивалю «Вулична Їжа».

## Дискокоґрафія та кліпи
Міні-альбом «Фрідом» було презентовано 1 березня 2016 року. До нього увійшли відомі на той момент композиції «Хавьер», «Я кажу ні», «Фрідом» і нові «wake up», «Милий».
Перший повноцінний альбом гурту «её» було випущено 11 квітня 2017 року. Він отримав назву «Чоловік-муза» за однойменним синглом, записаним із фронтменом популярного українського гурту «O.Torvald» Євгеном Галичем.
«Ми вирішили, що кращої назви і не знайти, адже велика частина пісень в альбомі з’явилась саме завдяки «Чоловікам-Музам», в оточенні яких мені пощастило знаходитись. Однак, не варто очікувати, що весь альбом схожий на цю пісню. Платівка вийшла досить різноплановою. Сподіваюсь, слухай в цьому переконається сам», - розповідає фронтвумен, Катерина Офліян.
До платівки увійшли композиції:
- «Enjoy»
- «Я Стояла»
- «Дочь»
- «Дзен»
- «Хижак»
- «Не Надо»
- «Парень»
- «Kateryna»
- «Чоловік-муза»

«Більше за все нам подобається в цьому альбомі природність його появи. Це не була якась супер-ціль, просто матеріал накопичувався сам собою впродовж року. Ми не писали всі пісні гуртом, сидячи годинами на студії. З кожним треком була індивідуальна робота, тому що спочатку ми розглядали його як сингл. Ніяких дедлайнів і напруг. Коли зрозуміли, що пісень вже 9 і всі вони легко об’єднуються в альбом, то подумали, а чому б не видати LP», - коментують музиканти..
Кліпи «её»:«Хавьер»; «Чоловік-муза».
Чимало відеозаписів створено проектами «живьем», «Stage 13», «VK Live», проте повноцінними кліпами вони не вважаються.

## Цікаві факти
- В інтерв'ю Юрію Дудю в межах проекту «вДудь» Іван Дорн порадив «её» як приклад «гітарного гурту», відтворивши пісню «Хавьер».
- У піснях гурту «её» чимало відсилок до української та світової культури. Приспів пісні «Я кажу ні» стилізований під однойменний хіт Наталі Могилевської, текст пісні «Kateryna» переказує історію шевченківської Катерини. У пісні «wake up» є одночасно покликання на хіт Тіни Тернер «The best», на хіт виконавця Tom Jones «Sex Bomb» і переспів «Щедрика» Леонтовича.
- Тексти «её» оперують як до ностальгічних спогадів, так і до сучасного стану речей. Уважний слухач почує в піснях феміністичні мотиви, натяки на зовнішню еміграцію та несприйняття суспільством «інакшої» особистості.
- «её» є частим гостем на «Громадському ТБ», на радіо «Аристократи». Гурт також виступав у рамках проекту «VK Live».
- Катя Офліян на концертах демонструє не тільки прекрасний вокал і унікальну манеру виконання пісень, але й оригінальну хореографію, яка поєднує в собі рухи різних танцювальних напрямів.